# Neu-Geusmanns
Neu-Geusmanns ist ein Gemeindeteil der Stadt Pottenstein im Landkreis Bayreuth (Oberfranken, Bayern).
Der Ort liegt in der Gemarkung Elbersberg am östlichen Rand des Stadtgebiets von Pottenstein und schließt westlich an die Bebauung von Willenreuth in der Stadt Pegnitz an.
Der Gemeindeteilname wurde erteilt mit Wirkung vom 1. März 2021 durch Bescheid des Landratsamtes Bayreuth vom 26. Februar 2021.